# Cyrioctea marken
Cyrioctea marken is een spinnensoort in de taxonomische indeling van de mierenjagers (Zodariidae).
Het dier behoort tot het geslacht Cyrioctea. De wetenschappelijke naam van de soort werd voor het eerst geldig gepubliceerd in 1992 door Norman I. Platnick & Rudy Jocqué.